# Phœnix (dauphin)
Pour les articles homonymes, voir Phœnix.
Phœnix (aussi appelée Phœnix le dauphin star) (1977 - 2004) était un cétacé femelle née à Hawaii.
Elle était au centre de recherche Kewalo Basin Marine Mammal Laboratory mené par le scientifique Louis Herman.
Elle est morte le 13 janvier 2004.

## Filmographie
Elle a joué dans deux films : 
- Le Grand Bleu ;
- Sauvez Willy.